# Kopfrechnen
Unter Kopfrechnen versteht man die Lösung mathematischer Aufgaben nur mit dem Gehirn (also ohne Hilfsmittel). Dabei werden verschiedene Techniken verwendet, die unter anderem auf den Rechengesetzen beruhen. Rechenkünstler fallen durch eine besondere Begabung auf, auch schwierigere Rechnungen außergewöhnlich schnell im Kopf rechnen zu können.

## Grundlagen
Der Zahlensinn beruht auf der angeborenen, intuitiven Fähigkeit zum Wahrnehmen und Unterscheiden von Mengen/Anzahlen, einschließlich der Fähigkeit Veränderungen von Mengen zu erkennen und zu bestimmen. Das Kopfrechnen umfasst die durch den Mathematikunterricht erworbene Fähigkeit und Wissen zum Ausführen einfacher Additions- und Subtraktionsaufgaben, das auswendig gelernte kleine Einmaleins und das Dividieren. Diese Fähigkeiten können trainiert werden.

## Zauberkunststücke
Bei einigen Veranstaltungen von Zauberkünstlern werden seltene besondere Fähigkeiten auf dem Gebiet des Kopfrechnens zur Schau gestellt. Meistens handelt es sich um das Hantieren mit besonders großen Zahlen. Oft stecken dahinter einfache mathematische Besonderheiten, die nur für die spezielle Aufgabe nutzbar sind. Sie sind beeindruckend, aber haben keinen Nutzen im täglichen Leben.

## Echtes Kopfrechnen
Nur selten werden Techniken zum allgemeinen Kopfrechnen angeboten. Dieses Gebiet umfasst normalerweise alle Funktionen, die ein durchschnittlicher Schultaschenrechner beherrschen muss, sowie die Wochentagsberechnung.

## Bekannte Rechenkünstler
Von Carl Friedrich Gauß, „Fürst der Mathematiker“, berichten einige Anekdoten, dass er schon als Kind die erstaunlichsten Dinge im Kopf rechnen konnte, etwa als Sechsjähriger mit der nach ihm benannten Summenformel oder später „einfache“ Bahnberechnungen.
Zu den wenigen genialen Rechenkünstlern der Gegenwart zählen beispielsweise Alexander Aitken, der Brite Robert Fountain (zweifacher Weltmeister), der Niederländer Wim Klein, Jan van Koningsveld (mehrfacher Welt- und Vizeweltmeister, Doppel-Olympiasieger 2008, sowie mehrfacher Weltrekordhalter z. B. im Kalenderrechnen), Zacharias Dase, der Großmeister und zehnmalige Weltmeister im Kopfrechnen Gert Mittring, der Zahlenkünstler Rüdiger Gamm und das Sprachengenie Hans Eberstark. In seinem Buch The great mental calculators beschreibt Smith noch weitere. Auch sogenannte Savants können durch besondere Fähigkeiten im Kopfrechnen (Kalenderrechnen, Wurzelaufgaben) oder durch ein enormes Gedächtnis (sie haben beispielsweise ganze Telefonbücher im Kopf) auffallen.
Man kann den Titel Großmeister im Kopfrechnen erringen, wie beispielsweise Gert Mittring bei der 9. Mind Sports Olympiad 2005 in Manchester. Seit 2004 gibt es offizielle Weltmeisterschaften im Kopfrechnen, die alle zwei Jahre stattfinden.
2010 gewann die elfjährige Priyanshi Somani aus Indien die Weltmeisterschaft in Magdeburg.
Die 1. Kopfrechenweltmeisterschaft für Kinder und Jugendliche unter der Leitung von Gert Mittring fand 2008 in Nürnberg statt. 2009 gab es die 1. Deutsche Kopfrechenmeisterschaft für Kinder und Jugendliche in Köln.
Am 17. Juli 2022 gewann der 12-jährige Inder Aaryan Shukla die Kopfrechen-WM in Paderborn gegen 34 Kontrahenten.

## Kopfrechnen-Methoden – unabhängig von der Art der Rechenaufgabe
Die Methoden für das Kopfrechnen erleichtern das Lösen schwieriger Aufgaben. Sie berücksichtigen insbesondere:
- Die meisten Menschen können sich nicht mehr als ca. 7 Ziffern auf Anhieb merken (Millersche Zahl).
- Es ist schwierig, ein Zwischenergebnis über längere Zeit im Kopf zu behalten, während man andere Teilrechnungen durchführt.
- Es ist schwieriger mit großen Ziffern (7, 8, 9) zu rechnen als mit kleinen Ziffern (2, 3, 4).

Die Methoden sind so gestaltet, dass
- ein komplexer Rechenschritt in mehrere einfachere Schritte aufgeteilt wird,
- die Reihenfolge der Rechenschritte das Gedächtnis so gering wie möglich belastet,
- frühzeitig eine gute Näherungslösung erzielt wird.

Im Folgenden werden wichtige Rechenmethoden erklärt. Die Sortierung erfolgt nach der Rechenart und der Breite der Anwendbarkeit. Allgemein verwendbare Methoden werden zuerst erklärt. Am Ende stehen Methoden, bei denen ein Operand eine bestimmte Zahl ist.

### Rechenrichtung
Die bevorzugte Rechenrichtung beim Kopfrechnen ist von links nach rechts, also umgekehrt im Vergleich zum schriftlichen Rechnen. Diese These ist durchaus umstritten:
Gerd Mittring schreibt: „Manche Menschen rechnen lieber von links nach rechts. Das ist aber fehlerträchtiger und Sie müssen sich dabei mehr merken.“
Benjamin/Shermer favorisieren dagegen von links nach rechts: „Nach ein wenig Übung werden Sie feststellen, dass dies die effektivste Art ist, im Kopf zu rechnen.“
F. Ferrol vertritt die Auffassung, dass der komplexeste Teil der Rechenaufgabe zuerst erledigt werden muss. Bei der Kreuzmultiplikation ist die aufwändigste Operation das Kreuzprodukt. Er schlägt also vor, bei der Multiplikation in der Mitte zu beginnen.
Dieser Beitrag folgt in den Beispielen in vielen Fällen der These von Benjamin/Shermer. Dafür gibt es mehrere Gründe:
- Wenn man so vorgeht wie beim schriftlichen Rechnen und von rechts nach links rechnet, dann entsteht auch das Ergebnis von rechts nach links. Allerdings, am Ende soll das Ergebnis in sprachlicher Reihenfolge gesagt werden: z. B. zweiundfünfzig-tausend-und-dreihundert-zwölf. Wenn Sie die Rechnung von rechts nach links im Kopf berechnet haben, also in der Ziffernreihenfolge 2 1 3 2 5, ist das extrem schwierig. Es ist genau so schwierig, wie eine Telefonnummer in umgekehrter Reihenfolge aufzusagen.

- Wenn man Benjamin/Shermer folgt, berechnet man in obigem Beispiel zuerst die 52. Dann kann man als Kopfrechner relativ früh die Antwort „zweiundfünfzig-tausend-und-…“ beginnen. Und vor der 312 noch ein paar Sekunden weiterrechnen. Möglicherweise genügt die Schätzung 52.000 bereits – und man kann einfach aufhören.

Tatsächlich gehen die Bücher, die die Rechenrichtung von rechts nach links favorisieren, oft davon aus, dass man einen Stift zur Hand hat und die berechneten Ergebnisziffern niederschreibt und am Ende dann das Ergebnis liest. Das Ziel dieser Verfahren (so genannte Schnellrechenmethoden) ist es, das schriftliche Rechnen zu beschleunigen und idealerweise die Berechnungen in nur einer geschriebenen Zeile zu erledigen. Die Verwendung eines Stiftes widerspricht jedoch der obigen Definition von Kopfrechnen.
Aber auch für die Überlegung von F. Ferrol sprechen gute Gründe. Angenommen, man kann die Rechenaufgabe in 2 ungleiche Teile zerlegen, wobei einer der Teile schwieriger zu berechnen ist. Dann stehen folgende Reihenfolgen zur Auswahl:
A) schwierig – einfach
B) einfach – schwierig.
Im Fall B) läuft man große Gefahr, dass man während der Berechnung des schwierigen Teils – der ja mehrere Sekunden Konzentration erfordert – das Zwischenergebnis aus der ersten Teilaufgabe vergisst. Fall A) ist daher vorzuziehen.

### Gruppierung von Ziffern
Bei Berechnungen mit mehrstelligen Zahlen steigt die Anzahl der Operationen, die man im Kopf durchführen muss. Ein Ausweg ist es Ziffern zu gruppieren. Man fasst z. B. je 2 Ziffern zu einer Zahl zusammen und behandelt diese Zahl als Einheit. Das setzt natürlich eine sehr gute Rechenfertigkeit voraus.
Ein weiterer Vorteil ist, dass man sich durch das Gruppieren von Ziffern längere Zahlenreihen merken kann, als die menschliche Gedächtnisspanne von 7 „Chunks“ zunächst vermuten lässt. Das macht man sich auch gerne zunutze, wenn man sich eine Telefonnummer merken soll. Häufig werden dabei je 2 bis 4 Ziffern zu einer Zahl zusammengefasst.

## Multiplikation

### Kreuzmultiplikation
Die Kreuzmultiplikation ist für mehrstellige Zahlen allgemein anwendbar und ist eine Basismethode für das Kopfrechnen. Die Methode wird von verschiedenen Autoren beschrieben. Die Beschreibungen unterscheiden sich in der Art der Ausführung.
Zwei sehr unterschiedliche Herangehensweisen werden hier vorgestellt:

#### Kreuzmultiplikation: ältere Ausführung
Dies ist die naheliegende Variante. Sie wurde bereits 1910 von F. Ferrol als der „ältere Weg“ beschrieben. Um diese Ausführung der Kreuzmultiplikation für zweistellige Zahlen zu verwenden, stellt man die Aufgabe {\displaystyle a\times b} in folgender Form dar:
{\displaystyle a=a_{1}+a_{0}}
{\displaystyle b=b_{1}+b_{0}}
{\displaystyle a\cdot b=a_{1}\cdot b_{1}+a_{1}\cdot b_{0}+a_{0}\cdot b_{1}+a_{0}\cdot b_{0}}
Die Faktoren a und b werden also jeweils in zwei Anteile zerlegt, mit denen sich leicht rechnen lässt.
Normalerweise stellen a1, b1 die Zehner-Zahl und a0, b0 die Einer-Zahl dar.
Der Name Kreuzmultiplikation erklärt sich aus der Tatsache, dass im Mittelteil der Rechnung die Zehner-Zahl und die Einer-Zahl über Kreuz miteinander multipliziert werden.
Im folgenden Beispiel ist zu beachten, dass die Zwischenergebnisse der Kreuzmultiplikation relativ leicht zu erzielen sind, und dass man sich die Zwischenergebnisse nicht lange merken muss:
| Berechnung      | Erklärung                            |
| --------------- | ------------------------------------ |
| 18 × 32 = …     | Aufgabe mit a1=10, a0=8, b1=30, b0=2 |
| … = 10 × 30 + … | 300 (Zwischenergebnis)               |
| … + 8 × 30 + …  | 540 (Zwischenergebnis)               |
| … + 10 × 2 + …  | 560 (Zwischenergebnis)               |
| … + 8 × 2 = 576 | Ergebnis                             |

Um diese Art der Kreuzmultiplikation für mehrstellige Zahlen zu verwenden, muss man die Faktoren der Aufgabe a × b in entsprechend mehrere Anteile zerlegen. Dreistellige Faktoren werden beispielsweise in 3 Anteile zerlegt, die dann algebraisch miteinander multipliziert werden.

#### Kreuzmultiplikation: Ferrol’sche Ausführung
Die Ferrol’sche Kreuzmultiplikation ist gegenüber der „Älteren Ausführung“ etwas effizienter. Sie behandelt die Ziffern einzeln und kommt bei zweistelliger Multiplikation auf 3 (statt 4) Rechenschritte.
Die Literatur unterscheidet sich in der bevorzugten Reihenfolge der 3 Rechenschritte und in verschiedenen Notationen bei der didaktischen Aufbereitung. Wir bleiben im Folgenden beim Original. F. Ferrol führt aus, dass die Bestimmung der Anzahl Zehner z die komplexeste Operation ist und daher als erstes erfolgen soll, da damit das Gedächtnis am wenigsten belastet wird. Erst danach folgt die Bestimmung der Anzahl Hunderter h und der Anzahl Einer e.
Folgende algebraische Darstellung der Aufgabe a × b zeigt den Lösungsweg:
{\displaystyle a=z_{a}\cdot 10+e_{a}}
{\displaystyle b=z_{b}\cdot 10+e_{b}}
{\displaystyle a\cdot b=(z_{a}\cdot e_{b}+e_{a}\cdot z_{b})\cdot 10+(z_{a}\cdot z_{b})\cdot 100+e_{a}\cdot e_{b}}
| Berechnung               | Erklärung                                                 |
| ------------------------ | --------------------------------------------------------- |
| 18 × 32 = …              | Aufgabe mit za=1, ea=8, zb=3, eb=2                        |
| … = ( 1×2 + 8×3 ) × 10 … | 26 Zehner: Der Kreuz-Term wird in einem Schritt erledigt. |
| … + (1×3) × 100 + …      | plus 3 Hunderter = 560                                    |
| … + 8×2 = 576            | plus 16 Einer = 576                                       |

Alle Multiplikationen werden mit einer minimalen Ziffernzahl ausgeführt. Die jeweilige Zehnerpotenz ist ausgeklammert und wird im Kopf nur vor der Addition berücksichtigt.
Bei der Anwendung des Ferrol’schen Verfahrens fallen gewisse Vereinfachungen sofort ins Auge. Sie müssen also nicht als separate Spezialfälle gelernt werden. Siehe dazu die folgenden Möglichkeiten.

#### Wenn Einer-Ziffern gleich sind …
… vereinfacht sich die Berechnung der Anzahl Zehner mit dem Ferrol’schen Kreuzterm:
{\displaystyle (z_{a}\cdot e+e\cdot z_{b})\cdot 10=(z_{a}+z_{b})\cdot e\cdot 10}
Und wenn sich zusätzlich die Zehner-Ziffern zu 10 ergänzen, vereinfacht sich die Berechnung nochmals:
{\displaystyle \ldots =e\cdot 100}
Beispiel mit e = 2 führt zu Kreuzterm = 200:
32 × 72 = 21×100 + 200 + 4

#### Wenn Zehner-Ziffern gleich sind …
… vereinfacht sich die Berechnung der Anzahl Zehner mit dem Ferrol’schen Kreuzterm:
{\displaystyle (z\cdot e_{b}+e_{a}\cdot z)\cdot 10=(e_{a}+e_{b})\cdot z\cdot 10}
Und wenn sich zusätzlich die Einer-Ziffern zu 10 ergänzen, vereinfacht sich die Berechnung nochmals:
{\displaystyle \ldots =z\cdot 100}
Beispiel mit z = 4 führt zu Kreuzterm = 400:
43 × 47 = 16×100 + 400 + 21

#### Wenn a und b Spiegelzahlen sind, z.B. 43 × 34 …
… vereinfacht sich die Kreuzmultiplikation, da es ja nur noch um die 2 Ziffern z1 und z2 geht:
{\displaystyle z_{a}=e_{b}=z_{1}}
{\displaystyle e_{a}=z_{b}=z_{2}}
{\displaystyle a\cdot b=(z_{1}^{2}+z_{2}^{2})\cdot 10+z_{1}\cdot z_{2}\cdot 100+z_{1}\cdot z_{2}}
Diese Formel kann man noch weiter zusammenfassen zu:
{\displaystyle a\cdot b=z_{1}\cdot z_{2}\cdot 101+(z_{1}^{2}+z_{2}^{2})\cdot 10}
Beispiel:
| Berechnung     | Erklärung                                                           |
| -------------- | ------------------------------------------------------------------- |
| 43 × 34 = …    | Aufgabe mit z1 = 3, z2 = 4                                          |
| … = 1212 + …   | 3 × 4 × 101 : Für die Multiplikation mit 101 muss man nicht rechnen |
| … + 90 + 160 … | (9 + 16) × 10 : Summe der Quadrate mal zehn                         |
| … = 1462       | Ergebnis                                                            |

#### Quadrieren: Zahlen zwischen 30 und 70 mit sich selbst multiplizieren
Die Kreuzmultiplikation liefert die effizienteste Methode, Zahlen im Kopf zu quadrieren. Die Anwendung bei zweistelligen Zahlen ist empfohlen im Zahlenbereich zwischen 30 und 70. Sie ist aber auch bei mehrstelligen Zahlen in entsprechender Weise anwendbar.
Die Methode beginnt mit einer Zerlegung des Faktors a. Die Anwendung der Kreuzmultiplikation mit b = a führt durch Zusammenfassen der Kreuzterme auf die erste Binomische Formel:
{\displaystyle a=a_{1}+a_{0}}
{\displaystyle a^{2}=a_{1}^{2}+2\cdot a_{1}\cdot a_{0}+a_{0}^{2}}
Mit a1 = 50 vereinfacht sich der mittlere Term. Und es ergibt sich die Formel, die zum Quadrieren von zweistelligen Zahlen verwendet wird:
{\displaystyle a^{2}=(25+a_{0})\cdot 100+a_{0}^{2}}
Beispiele:
| Berechnung             | Erklärung                   |
| ---------------------- | --------------------------- |
| 58 × 58 = …            | Aufgabe mit a1 = 50, a0 = 8 |
| … = (25 + 8) × 100 + … | 3300 (Zwischenergebnis)     |
| … + 8×8 = 3364         | Ergebnis                    |

| Berechnung              | Erklärung                     |
| ----------------------- | ----------------------------- |
| 37 × 37 = …             | Aufgabe mit a1 = 50, a0 = −13 |
| … = (25 − 13) × 100 + … | 1200 (Zwischenergebnis)       |
| … + 13×13 = 1369        | Ergebnis                      |

### Additionsmethode (direkte Methode)
Die Additionsmethode ist die direkte Methode und allgemein anwendbar. Praktisch fallen jedoch Aufgaben mit großen Zahlen und großen Ziffern oft leichter, wenn man stattdessen die Kreuzmultiplikation anwendet.
Um die Additionsmethode für zweistellige Zahlen zu verwenden, muss man die Zahl b in eine Summe aufspalten (daher der Name der Methode) und danach die Berechnung entsprechend der Formel ausführen:
{\displaystyle b=b_{1}+b_{0}}
{\displaystyle a\cdot b=a\cdot b_{1}+a\cdot b_{0}}
Normalerweise stellt b1 die Zehner-Zahl und b0 die Einer-Zahl dar. Bei der Anwendung auf mehrstellige Zahlen steigt die Anzahl der Komponenten von b entsprechend.
Beispiel:
| Berechnung       | Erklärung                     |
| ---------------- | ----------------------------- |
| 18 × 32 = …      | Aufgabe mit a=18, b1=30, b0=2 |
| … = 18 × 30 + …  | 540 (Zwischenergebnis)        |
| … + 18 × 2 = 576 | Ergebnis                      |

Die Subtraktionsmethode kann als Sonderfall der Additionsmethode betrachtet werden: b0 ist in diesem Fall eine negative Zahl. Die Subtraktionsmethode bietet manchmal Vorteile, wenn ein Faktor mit 8 oder 9 endet.
In der folgenden Beispielanwendung ist a = 18, b1 = 40, b0 = −1 :
18 × 39 = 18 × 40 − 18

### Referenzmethode
Die Referenzmethode ist vorteilhaft anwendbar, wenn die beiden Faktoren a und b relativ nahe beieinander liegen (Abstand ca. < 20).
Um die Referenzmethode zu verwenden, muss man die Aufgabe a × b in folgender Form darstellen:
{\displaystyle a=r+a_{0}}
{\displaystyle b=r+b_{0}}
{\displaystyle a\cdot b=r\cdot (b+a_{0})+a_{0}\cdot b_{0}}
Für die Faktoren a und b wird der Abstand zu einer Referenzzahl r ermittelt. Die Referenzzahl ist normalerweise eine runde Zahl in der Nähe von a und b.
Dann wird die Formel verwendet. Interessant ist, dass man mit dieser Methode bereits im ersten Rechenschritt sehr nahe am Ergebnis landet.
| Berechnung       | Erklärung                                                                               |
| ---------------- | --------------------------------------------------------------------------------------- |
| 39 × 33 = …      | Aufgabe mit r = 40, a0 = −1, b0 = −7                                                    |
| … = 40 × 32 + …  | 1280 (Zwischenergebnis) Beim linken Faktor +1. Zur Kompensation beim rechten Faktor −1. |
| … + 1 × 7 = 1287 | Ergebnis                                                                                |

Anmerkung:
Die oben angegebene Berechnungsformel ist identisch mit der folgenden Schreibweise, die ebenfalls in der Literatur zu finden ist. Sie funktioniert mit Zahlenbeispielen im Endeffekt in gleicher Weise, benötigt jedoch eine Addition mehr:
{\displaystyle a\cdot b=r\cdot (r+a_{0}+b_{0})+a_{0}\cdot b_{0}}

#### Wenn Zehner-Ziffern gleich sind und Einer-Ziffern sich zu 10 ergänzen …
… und die Zahlen aus der gleichen Zehnerreihe stammen, ergibt sich eine Vereinfachung, wie im folgenden Beispiel:
43 × 47 =  40 × 50 + 3 × 7
Diesen Rechenweg kann man auch so ausdrücken:
- Der Anfang des Ergebnisses ergibt sich aus der Zehner-Ziffer z multipliziert mit z+1
- und die letzten beiden Ziffern des Ergebnisses sind reserviert für das Produkt der Einer-Ziffern.

#### Wenn mittig zwischen den Faktoren eine runde Zahl liegt (Quadratmethode) …
… ergibt sich für die Aufgabe 47 × 53 folgender Lösungsweg, wenn man die Referenzmethode anwendet:
47 × 53 =  50 × 50 − 3 × 3
Der Rechenweg ergibt sich aus der Differenz zweier Quadrate
{\displaystyle a\cdot b=m^{2}-d^{2}}
wobei m der Mittelwert von a und b ist und d deren Abstand vom Mittelwert:
{\displaystyle m=\left({\frac {a+b}{2}}\right)^{2}}
{\displaystyle d=\left({\frac {a-b}{2}}\right)^{2}}
Diese Rechenregel für a×b wird im Englischen Quarter Squares Rule genannt. Man kann sie durch einsetzen von m und d und nachfolgendes Ausmultiplizieren beweisen.
Beispiel für die Anwendung:
| Berechnung        | Erklärung                                     |
| ----------------- | --------------------------------------------- |
| 18 × 22 = …       | Aufgabe mit a=18, b=22                        |
| m = 20 d = 2      | Mittelwert von a und b Abstand vom Mittelwert |
| 20×20 − 2×2 = 396 | Berechnung und Ergebnis                       |

Vorteil: Man muss für diesen Aufgabentyp im Kopf nur einstellige Multiplikationen ausführen.

#### Quadrieren: Multiplikation einer beliebigen Zahl mit sich selbst
Die Kopfrechen-Methode zum Quadrieren basiert auf der Referenzmethode, wobei die Faktoren in diesem Fall gleich sind. Die Aufgabe a × a löst man also am schnellsten mit:
{\displaystyle a=r+a_{0}}
{\displaystyle a\cdot b=r\cdot (a+a_{0})+a_{0}^{2}}
Die Referenzzahl r ist normalerweise eine runde Zahl in der Nähe von a.
Beispiel:
| Berechnung      | Erklärung                                                                               |
| --------------- | --------------------------------------------------------------------------------------- |
| 33 × 33 = …     | Aufgabe mit r = 30, a0 = 3                                                              |
| … = 30 × 36 + … | 1080 (Zwischenergebnis) Beim linken Faktor −3. Zur Kompensation beim rechten Faktor +3. |
| … + 3×3 = 1089  | Ergebnis                                                                                |

#### Quadrieren von Fünfer-Zahlen
Besonders einfach ist so das Quadrieren von Zahlen, die auf 5 enden. Beispiel
35×35 = 30 × 40 + 25
Man kann diesen Rechenweg für Fünfer-Zahlen auch so ausdrücken:
- Erste Ziffer z multiplizieren mit z+1
- und dann die Ziffern 2 5 anhängen.

Ist nämlich {\displaystyle a} eine Zahl, die auf 5 endet, so lässt sie sich darstellen als
{\displaystyle a=10\cdot z+5} mit {\displaystyle z\in \mathbb {N} }
und es folgt
{\displaystyle a^{2}=(10\cdot z+5)^{2}=100\cdot z^{2}+100\cdot z+25=100\cdot z\cdot (z+1)+25}.

### Faktorisierungsmethode
Die Faktorisierungsmethode ist ein Ansatz, der häufiger möglich ist, als man vermutet. Aber die Anwendung fällt nicht immer gleich ins Auge. Sie ist anwendbar, wenn die beiden Faktoren a und b geeignet in kleinere Faktoren zerlegt werden können, so dass eine andere Rechenreihenfolge die Vereinfachung bringt.
Um die Faktorisierungsmethode zu verwenden, muss man also die Zahlen a und b in Produkte aufspalten und danach die Berechnung entsprechend der Formel ausführen:
{\displaystyle a=a_{1}\cdot a_{0}}
{\displaystyle b=b_{1}\cdot b_{0}}
{\displaystyle a\cdot b=(a_{1}\cdot b_{1})\cdot a_{0}\cdot b_{0}}
Besonders vorteilhaft ist es, wenn das Produkt a0 × b0 ein besonders einfach verwendbares Ergebnis liefert. Kreativität ist hier gefragt. Hilfreich ist es, wenn man die Primfaktorzerlegung „einfacher“ Kandidaten für das Produkt a0 × b0 gut kennt. Hier eine kleine Auswahl:
10 = 2 × 5
20 = 2 × 2 × 5
100 =  2 × 2 × 5 × 5
102 = 2 × 3 × 17
201 = 3 × 67
301 = 7 × 43
1001 = 7 × 11 × 13
Anwendungsbeispiel:
| Berechnung        | Erklärung                                                    |
| ----------------- | ------------------------------------------------------------ |
| 86 × 14 = …       | Aufgabe mit a1 = 2, a0 = 43, b1 = 2, b0 = 7 und 43 × 7 = 301 |
| … = (2×2) × 301 … | Das ist natürlich sehr einfach …                             |
| … = 1204          | Ergebnis                                                     |

Die Methode ist natürlich auch dann anwendbar, wenn aus nur einer der beiden Zahlen a und b ein Faktor in vorteilhafter Weise abgespalten werden kann: In der folgenden Beispielanwendung (a0 = 1, b0 = 11) macht man sich zu Nutze, dass eine nachträgliche Multiplikation mit 11 sehr einfach im Kopf ausführbar ist:
17 × 66 = 17 × 6 × 11

### Methoden zur Multiplikation mit bestimmten Zahlen
Jakow Trachtenberg hat Methoden zur Multiplikation mit speziellen Zahlen zwischen 2 und 12 systematisiert. Allerdings werden dieselben Methoden oft in geringer Variation auch durch andere Autoren beschrieben.

#### Multiplikation mit 11
Multiplikationen mit 11 sind ein Klassiker. Die Methode wird an Beispielen erklärt:
| Berechnung  | Erklärung |
| ----------- | --- |
| 11 × 13 = … | Aufgabe |
| 1 3         | die erste und letzte Ziffer stehen (beinahe) fest                                                                                    |
| 1 4 3       | die mittlere Ziffer ist die Summe der beiden anderen. Für den Fall, dass die Summe > 9 ist, erfolgt ein Übertrag auf die linke Zahl. |
| … = 143     | Ergebnis |

| Berechnung   | Erklärung                                                                                      |
| ------------ | ---------------------------------------------------------------------------------------------- |
| 11 × 123 = … | Aufgabe mit dreistelligem Faktor                                                               |
| 1 3 5 3      | Die 2. Ziffer ist die Summe der ersten beiden. Die 3. Ziffer ist die Summe der letzten beiden. |
| … = 1353     | Ergebnis                                                                                       |